# Schabrackenlibelle
Die Schabrackenlibelle oder auch Schabracken-Königslibelle (Anax ephippiger) wird in älterer Literatur meist noch zur Gattung Hemianax gestellt. Sie ist eine Libellenart aus der Familie der Edellibellen (Aeshnidae), welche der Unterordnung der Großlibellen (Anisoptera) angehören. Es handelt sich dabei um eine große Libellenart mit einer Flügelspannweite von maximal 10,5 Zentimetern.

## Merkmale
Die Schabrackenlibelle erreicht Flügelspannweiten von 9 bis 10,5 Zentimetern. Der Brustabschnitt (Thorax) der Tiere ist grünlich-braun gefärbt, der Hinterleib (Abdomen) sandbraun mit einer dunkelbraunen Musterung. Der obere Bereich der ersten Abdominalsegmente trägt bei den männlichen Tieren einen blau-violetten Fleck, der an eine Schabracke erinnert.
Wichtig für die Unterscheidung der Schabrackenlibelle im Feld von der etwas größeren Kleinen Königslibelle, Anax parthenope, ist die Farbe der Augen. Diese sind bei der Schabrackenlibelle oben braun und unten grün-gelb. A. parthenope hat dagegen grüne Augen.

## Lebensraum
Der Kernlebensraum der Schabrackenlibelle ist das tropische, monsunbeeinflusste Afrika südlich der Sahara sowie der Nahe und Mittlere Osten. In diesen ariden und semiariden Gebieten besiedelt sie stehende Gewässer wie flache Seen, Sümpfe und andere Kleingewässer, die zumindest einige Wochen nach Niederschlägen bestehen. Im deutschen Sprachraum besiedeln sie Tümpel in Kiesgruben, Baggerseen, Fischteiche, Altgewässer, neu angelegte Teiche und andere stehende oder sehr langsam fließende Gewässer in offener Landschaft. Bevorzugt werden Gewässer mit flachen Ufern mit lückenhaftem Bewuchs und oft in voller Sonne, die sich rasch erwärmen. Sogar Brackwasser toleriert die Schabrackenlibelle. Wichtig scheint die Ähnlichkeit des Lebensraums mit den Gewässern im Hauptverbreitungsgebiet zu sein.

## Lebensweise
Als klassische Wanderlibelle startet die Art von ihrem Kernlebensraum aus zwischen Oktober und Dezember in großen Schwärmen zu ausgedehnten Wanderflügen, die sie über extrem große Distanzen führen. Regelmäßig im Frühjahr erreichen diese Tiere z. B. die Kanarischen Inseln und Südeuropa, von der Iberischen Halbinsel bis zum Schwarzen Meer. Einzelne wandernde Individuen wurden sogar schon bis in Island nachgewiesen, aber auch Mitteleuropa kann in günstigen Jahren problemlos erreicht werden. In Südeuropa – manchmal auch in Mitteleuropa – produzieren diese Migranten dann eine sommerliche Larvengeneration, die sich in flachen, warmen, meist temporären Gewässern in einigen Wochen wieder zu Libellenimagines entwickelt. Über den Verbleib dieser europäischen Individuen ist nicht viel bekannt, wahrscheinlich ist jedoch eine Rückwanderung der Tiere Richtung Süden im Herbst. Eine Überwinterung von Larven der Art in Europa ist praktisch auszuschließen und nur in seltenen Ausnahmefällen z. B. in Andalusien möglich.
Die Schabrackenlibellen sind demzufolge schnelle und ausdauernde Flieger, die aber auch gerne am Boden sitzen. Die Paarung findet ebenfalls auf dem Boden statt. Die Eiablage erfolgt fast immer in Tandemstellung, wobei das Weibchen die Eier in schwimmende Pflanzenteile oder Schlamm einsticht.